# Frontera entre Mozambique y Zambia
La frontera entre Mozambique y Zambia es la línea de 419 km de longitud, en sentido oeste-este, que separa a la provincia Oriental de Zambia, de la provincia de Tete de Mozambique. Se extiende entre la triple frontera Zambia-Zimbabue-Mozambique al oeste, por donde pasa el río Zambezi, y la frontera triple de los dos estados con Malaui, próxima a Chipata (Zambia).
Zambia (antigua Rodesia del Norte) formó, junto con Nyasalandia (hoy Malaui) y Rodesia del Sur (hoy Zimbabue), la Federación de Rodesia y Nyasalandia desde 1953. Esta se deshizo en 1963 y en 1964 se independizó Zambia del Reino Unido. Mozambique obtuvo su independencia de Portugal en 1975. Estos acontecimientos marcaron la oficialización de esta frontera.